# Вільгельм Сасналь
Вільгельм Томаш Сасналь (пол. Wilhelm Tomasz Sasnal, *29 грудня 1972, Тарнів, Польща) — сучасний польський художник, автор фільмів.

## Біографія
Після закінчення технічної школи (Zespół Szkół Technicznych) в Тарнові Вільгельм Сасналь у 1992—1994 роках навчався на факультеті архітектури Політехніки в Кракові. Пізніше перейшов на факультет живопису в Академії образотворчих мистецтв у Кракові, де в 1999 році отримав диплом у майстерні професора Лешка Мисяка. У 1999 році став лауреатом першої премії на бієнале живопису «Бельська осінь» у місті Бельсько-Бяла.
У Краківській академії мистецтв 1995 року сформувалася група художників «Гарно» (Ładnie), які виставлялися разом до 2001 року. Назва групи досить іронічна, оскільки твори її членів зображали картину тогочасної, часто банальної обста́вини, використовуючи спрощену естетику, щоб протиставитися до стилю, який цінувався їх викладачами.
У своїй творчості Вільгельм Сасналь відтворює повсякденну реальність. Він продовжує тенденцію, розпочату в 60-их роках Герхардом Ріхтером, Річардом Артваґером, Францом Герчем чи Енді Ворголом. Стиль його художніх творів називають терміном — поп-баналізм. На полотні з'являються образи з банального повсякденного життя, з екрану телевізора чи комп'ютера, з журналів чи рекламних брошур. Сасналь говорить про себе, що він художник реалізму:

Художник також малює комікси. У 2001 році Сасналь випустив книгу коміксів «Повсякденне життя в Польщі». Це ніби фоторепортаж про два роки з життя художника та його дружини Анки: народження сина Каспара, перебування дружини в лікарні, купува́ння автомобіля, малювання картин, слухання радіо, ремонт житла. Це реалістична книга про покоління людей, що народилися в 70-их роках минулого століття.
Сасналь також знімає на камеру 8 мм і 16 мм. Це ролики до улюбленої музики, відеоматеріал з вікна надзвукового пасажирського літака Конкорд, сценки з відпочинку або «дорожньо-транспортні пригоди» іграшкових автомобілів, що імітують аварійні сценки.
Важливим джерелом натхнення для художника є музика. Він зображує музичні інструменти (Барабани 1, 2005), ігровий інвентар (Гієна, 2008), обкладинки для музичних записів або концертні сцени. У 2007 році іін намалював плакат 11-го Великоднього фестивалю Людвіга ван Бетховена.
У 2008 році картину Вільгельма Сасналя «Дівчата курці» продали за 465 000 доларів на аукціоні Phillips de Pury в Лондоні.
У 2019 році він відмовився прийняти Нагороду імені Яна Цибіса .
У 2020 році він намалював мурал у Варшаві на вулиці Золота, 58 на пам’ять про Яцека Куроня.
У 2022 році тижневик «Політика» визнав його картину «Літаки» (1999) одним із десяти найважливіших творів мистецтва останніх тридцяти років.
Вільгельм Сасналь живе і працює в Кракові.

## Нагороди та відзнаки
- 1999 — лауреат Гран-прі 34-го Загальнопольського конкурсу сучасного живопису «Бельська осінь»[pl], Галереї сучасного мистецтва Бельська[pl].
- 2006 — премія Вінсента[en] 50 000 €, яка присуджується Міським музеєм у Амстердамі раз на два роки.[11]
- 2014 — лицарський хрест Ордену відродження Польщі, за видатний внесок до польської культури, за досягнення в художньо-творчій та громадській діяльності.[12].
- 2022 — «Paszport Polityki» у категорії «Творець культури»[13].

## Вибрані персональні виставки[6]
- 1998 — «Виставка приватно-публічна», Відкрита галерея, Краків
- 1999 — «Сто кусків», Галерея Бампер (Galeria Zderzak), Краків
- 1999 — Центр сучасного мистецтва замку Уяздовський, Варшава
- 2001 — «Автомобілі та люди», Галерея Фоксаль (Galeria Foksal), Варшава
- 2001 — «Повсякденне життя в Польщі в 1999—2001 роках», Галерея Растр (Galeria Raster), Варшава
- 2002 — Галерея фонду Фоксаль, Варшава
- 2002 — Галерея Дісплей (Galeria Display, з Монікою Сосновською), Прага
- 2003 — Галерея «Йохен & Шотле» (Galeria Johen & Schottle), Кельн
- 2003 — Музей сучасного мистецтва MuHKA, Антверпен
- 2003 — Кунстгале, Цюрих
- 2003 — Вестфальський мистецький клуб (Westfalischer Kunstverein), Мюнстер
- 2003 — «Тригодинний затор», Седі Колс HQ, Лондон
- 2003 — «Вісла», Sommer Contemporary Art, Тель-Авів
- 2003 — MuHKA, Антверпен
- 2003 — «T-ow», Галерея Антона Керна, Нью-Йорк
- 2004 — «The Band» Hauser & Wirth, Цюрих
- 2004 — Центр Camden Arts, Лондон
- 2004 — «Map Trap» Галерея Растр, Варшава
- 2004 — «Zawa Srod», Галерея Johnen+Schoettle, Кельн
- 2004 — Галерея Ruediger Schoettle, Мюнхен
- 2005 — «Матриця 219,» Художній музей Берклі, Берклі, США
- 2005 — Галерея Антона Керна, Нью-Йорк
- 2006 — Галерея Дугласа Гайда, Дублін
- 2006 — Седі Колс HQ, Лондон
- 2006 — «США», Центр сучасного мистецтва замку Уяздовський, Варшава
- 2006 — Музей Ван Аббе, Ейндховен
- 2006 — Kunstverein, Франкфурт-на-Майні
- 2006 — «Еталон кілограма», Фонд Галерея фонду Фоксаль, Варшава
- 2007 — Hauser & Wirth, Цюрих
- 2007 — Галерея Антона Керн, Нью-Йорк
- 2008/2007 — «Вільгельм Сасналь. Роки боротьби» / «Роки боротьби», Національна галерея мистецтв, Варшава; Міська галерея сучасного мистецтва, Тренто
- 2009 — Галерея Антона Керна, Нью-Йорк
- 2011/2012 — «Вільгельм Сасналь», Whitechapel, Лондон
- 2012 — «Батько», Галерея фонду Фоксаль, Варшава
- 2014 — «Візьми мене на іншу сторону», Lismore Castle Arts, Ірландія

Докладніший список виставок Вільгельма Сасналя можна побачити тут.

## Галерея
|                                                |
| Мисловиці — фреска «Ми» Вільгельм Саснал. 2018 |

|                                                                             |
| Яроцин — фреска на пам'ять про Роберта Брилевського. Вільгельм Саснал. 2018 |

|                                              |
| Без назви (Астронавт) Вільгельм Саснал. 2011 |

| Художник | Це незавершена стаття про художника. Ви можете допомогти проєкту, виправивши або дописавши її. |